# Davron Gaipov
Davron Gaipov (uzbecky Davron Gaipov / Даврон Гаипов, 7. října 1961, Urgenč, Chórezm, Uzbecká SSR, SSSR — 7. října 2022, Taškent, Uzbekistán) byl uzbecký resp. sovětský zpěvák, jenž se zasloužil o rozvoj uzbecké rockové muziky a v této zemi byl považován za rockovou legendu. Největší úspěchy zažil se svou kapelou Original, v níž kromě pozice frontmana zastával od roku 1982 funkci uměleckého ředitele.

## Biografie
Davron Gaipov se narodil 7. října 1961 v jihouzbeckém městě Urgenč ležícím v provincii Chórezm. Jeho otec Ruzmet Gaipov byl funkcionářem uzbecké větve Komunistické strany Sovětského Svazu a v letech 1964 až 1983 působil jako první tajemník Kaškadarjského regionálního výboru (v současnosti takovou funkci již vykonává Hokim – uzbecký titul pro guvernéra regionu).
V mládí se Gaipov učil hrát na kytaru a byl v této činnosti natolik skvělý, že již v 17 letech, těsně po skončení povinné školní docházky, dostal místo baskytaristy v mezinárodně úspěšné uzbecké hudební folkové skupině Yalla, v níž působil necelé dva roky. V roce 1980 se rozhodl založit rockovou kapelu Original a Yallu proto opustil. S Originalem zahájil činnost hned v následujícím roce 1981 a kapela tvořená mladými umělci byla od počátku velmi úspěšná, a to nejen v Uzbecké SSR, ale v celém Sovětském svazu. Písně, které s kapelou zpíval, byly na sovětské poměry velmi odvážné a inovativní, a to se odráželo i na chování publika, jež nebylo v sovětských podmínkách do té doby zvyklé při koncertních vystoupeních aplaudovat, a bylo Gaipovovou hudbou šokované. Avšak v Kyjevě a Leningradu byla tvorba kapely Original přijata s neskutečným nadšením, neboť se jedná o kolébky sovětského rocku. První písně, jež byly složeny ještě před zahájením činnosti, ale byly vydány na desce až v roce 1982, se staly oblíbenými. Patřily sem například písně „Kerak emas“, „Bu nima bu?“ a „Šošmagin“ (Není třeba, Co to je?, Nepospíchej) a mnoho dalších.
K tomuto úspěchu potkalo Gaipova i štěstí v osobním životě, když se mu a jeho manželce 9. března 1982 narodil syn Aybek.
Avšak v roce 1984 přišel tvrdý pád, neboť v Uzbekistánu vrcholil obří korupční skandál známý jako „Případ bavlna“ (rusky: Хлопковое дело) a do ilegálních transakcí i úplatků s nimi spojených byl zapleten i Davronův otec Ruzmet Gaipov, jenž během vyšetřování čelil značnému nátlaku ze strany vyšetřovatelů, zejména ve věci osudu jeho dětí včetně teprve 22letého Davrona. Ruzmet Gaipov byl totiž v únoru toho roku poslán do penze a v té době se jeho jmění odhadovalo na několik desítek milionů sovětských rublů. V této nečisté politické hře, kdy byl podobný nátlak vyvíjen i na ostatní aktéry skandálu, byla na Davrona Gaipova nakonec podána žaloba za opakované organizování akcí spojených s užíváním alkoholu a psychotropních látek.
Davron Gaipov byl odsouzen k trestu vězení, který si od roku 1984 do 1989 odpykával ve věznici Angarském okresu v Irkutské oblasti, kde musel tvrdě pracovat ve vězeňském pracovním táboře v sibiřském podnebí, což se na jeho zdraví a psychickém stavu výrazně podepsalo, neboť byl zvyklý na stepní a polopouštní podnebí. Navíc 25. března 1985 zemřel jeho otec Ruzmet, na kterého byl o tři dny dříve vydán příkaz k zatčení, a tak spáchal sebevraždu v momentě, kdy ho vyšetřovatelé přišli zatknout. Davronův bratr Adylbek byl toho roku rovněž uvězněn. Mezitím se vězněný Davron rozvedl se svou první manželkou, aby ji i svého jediného syna, kteří se odstěhovali pryč z Uzbekistánu, ochránil před represemi. V průběhu jeho věznění ho však těšily povzbudivé dopisy, které mu do Angarsku posílali jeho fanoušci z celého Sovětského svazu.
Po odpykání trestu se vrátil s chutí do práce, obnovil skupinu Original, jež se v důsledku jeho věznění rozpadla, a v roce 1990 natočil s hercem Obidem Asomovem muzikál Bu nima bu? o dvou rozdělených bratrech dvojčatech, které v dvojroli hrál právě Gaipov. Ve filmu jsou použity převážně Gaipovovy písně. Dále vydal své jediné sólové album Ko'zlaring.
Se svou poslední manželkou Marinou Gončarovovou má dceru Aidu, jež se narodila v roce 2012. Kromě muziky, kdy koncertoval se svou skupinou Original, ale již bez tvorby nových písní, se v té době věnoval i práci šéfproducenta v uzbecké filmařské společnosti Bayram Film. Přidaly se však zdravotní problémy a byla mu v témže roce chirurgicky odstraněna jedna ledvina.
V únoru 2022 se jeho zdravotní stav dále zhoršil poté, kdy se na sinici Kamčik stal za hustého deště účastníkem dopravní nehody při cestě domů z pracovní akce v Surchandarském kraji, při které se jeho automobil převrátil a on utrpěl závažné poranění páteře. Strávil patnáct dní na jednotce intenzivní péče v nemocnici ve městě Kárší. Davron Gaipov se z této nehody nikdy plně nezotavil a 7. října 2022, v den svých 61. narozenin, zemřel v Taškentu následkem selhání druhé ledviny a vysokého krevního tlaku.

## Diskografie
- Ko'zlaring (1991) – vydavatelství Melodija[7]

## Filmografie
- Bu nima bu? (1990) – dvojrole dvojčat Hasana a Husejna[8]